# Við Stórá
Við Stórá è uno stadio di calcio di Trongisvágur, nell'isola di Suðuroy, nelle isole Fær Øer. 
Lo stadio ha una capienza di circa 1600 spettatori (di cui 324 a sedere) ed ospita le partite di casa dell'TB Tvoroyri.